# Morti nel 1969/Marzo
| Questa pagina contiene informazioni ricavate automaticamente dalle voci biografiche con l'ausilio del template Bio e di un bot. L'aggiornamento è periodico e automatico e ricostruisce completamente la pagina. Se manca una persona in questa lista, sei pregato di non aggiungerla, ma accertati piuttosto che la sua voce biografica contenga il template Bio e che i dati anagrafici siano correttamente compilati. Se il template Bio manca, inseriscilo tu stesso o, in alternativa, metti l'avviso {{tmp\|Bio}} che ne segnala la mancanza. Se i dati riportati sono sbagliati, correggi direttamente la voce biografica; le modifiche saranno visibili in questa lista entro pochi giorni. Per chiarimenti vedi il progetto biografie. La lista contiene solo le 87 persone che sono citate nell'enciclopedia e per le quali è stato implementato correttamente il template Bio. Pagina aggiornata al 3 mar 2024. |

- 2 marzo - Olaf Jacobsen, ginnasta norvegese (n. 1888)
- 3 marzo - Fred Alexander, tennista statunitense (n. 1880)
- 3 marzo - Béatrix Dussane, attrice francese (n. 1888)
- 3 marzo - Alessandro Mazzoletti, calciatore italiano (n. 1905)
- 3 marzo - Vincenzo Monaco, architetto italiano (n. 1911)
- 3 marzo - Maria Teresa Ricci, sceneggiatrice e regista italiana (n. 1912)
- 3 marzo - Aleksandr Kazimirovič Toluš, scacchista sovietico (n. 1910)
- 4 marzo - Giorgio Chiavacci, schermidore italiano (n. 1899)
- 5 marzo - Mauro Angioni, giurista e politico italiano (n. 1880)
- 5 marzo - Marcello Boldrini, statistico, politico e dirigente pubblico italiano (n. 1890)
- 5 marzo - Jo van Gastel, arciere olandese (n. 1887)
- 5 marzo - Martin Hindorff, velista svedese (n. 1897)
- 5 marzo - Alexander Werth, scrittore e giornalista russo (n. 1901)
- 6 marzo - Eduardo Ordóñez, allenatore di calcio e calciatore portoricano (n. 1908)
- 6 marzo - Óscar Osorio, militare e politico salvadoregno (n. 1910)
- 7 marzo - Joe Kennaway, allenatore di calcio e calciatore canadese (n. 1905)
- 7 marzo - Richard Pefferle, scenografo statunitense (n. 1905)
- 9 marzo - Charles Brackett, sceneggiatore e produttore cinematografico statunitense (n. 1892)
- 9 marzo - Walter Christaller, geografo e economista tedesco (n. 1893)
- 9 marzo - Richard Crane, attore statunitense (n. 1918)
- 9 marzo - Alberto Ferrero, generale italiano (n. 1885)
- 9 marzo - Domenico Macaggi, medico, politico e criminologo italiano (n. 1891)
- 10 marzo - Byeon Yeong-tae, politico sudcoreano (n. 1892)
- 10 marzo - Fernand Gonder, astista francese (n. 1883)
- 10 marzo - José Alfredo López, calciatore e dirigente sportivo argentino (n. 1897)
- 10 marzo - Louis Menges, calciatore statunitense (n. 1888)
- 10 marzo - Jimmy Wilde, pugile britannico (n. 1892)
- 11 marzo - Silvio Ballarin, matematico e geodeta italiano (n. 1901)
- 11 marzo - Edgardo Bazzini, imprenditore italiano (n. 1893)
- 11 marzo - Harold Clarke, tuffatore britannico (n. 1888)
- 11 marzo - John Daly, siepista, mezzofondista e maratoneta britannico (n. 1880)
- 11 marzo - John Wyndham, scrittore britannico (n. 1903)
- 12 marzo - Frank W. Boykin, politico statunitense (n. 1885)
- 12 marzo - Raffaele Chiarolanza, politico italiano (n. 1881)
- 12 marzo - André Salmon, poeta francese (n. 1881)
- 13 marzo - Mercedes Capsir, soprano spagnolo (n. 1895)
- 13 marzo - Dick Eve, tuffatore australiano (n. 1901)
- 13 marzo - Rudolf Plemich, calciatore ungherese (n. 1901)
- 14 marzo - Artur Dubravčić, calciatore jugoslavo (n. 1894)
- 14 marzo - Joseph Kish, scenografo statunitense (n. 1899)
- 14 marzo - Bronislava Krištopavičienė,  lituana (n. 1899)
- 14 marzo - Ben Shahn, pittore, fotografo e designer statunitense (n. 1898)
- 15 marzo - Miles Malleson, attore, sceneggiatore e drammaturgo inglese (n. 1888)
- 15 marzo - Agide Samaritani, partigiano e politico italiano (n. 1921)
- 16 marzo - Giuliano Taccola, calciatore italiano (n. 1943)
- 17 marzo - Fred Gilmore, pugile statunitense (n. 1887)
- 17 marzo - Shu Xiuwen, attrice e doppiatrice cinese (n. 1915)
- 18 marzo - Barbara Bates, attrice statunitense (n. 1925)
- 18 marzo - Elisio Gabardo, calciatore brasiliano (n. 1911)
- 18 marzo - Pier Luigi Passoni, partigiano e politico italiano (n. 1894)
- 19 marzo - Gaetano Boschi, neurologo italiano (n. 1882)
- 19 marzo - Lola Braccini, attrice e doppiatrice italiana (n. 1889)
- 19 marzo - Francesco Cataldo, politico italiano (n. 1907)
- 19 marzo - Pietro Mastino, politico italiano (n. 1883)
- 20 marzo - Arthur E. Powell, scrittore statunitense (n. 1882)
- 22 marzo - Ernst Deutsch, attore austriaco (n. 1890)
- 22 marzo - Władysław Krupa, calciatore polacco (n. 1899)
- 22 marzo - Alf Lie, ginnasta norvegese (n. 1887)
- 22 marzo - Camille Mandrillon, fondista e sciatore di pattuglia militare francese (n. 1891)
- 23 marzo - Carlo Durando, ciclista su strada italiano (n. 1887)
- 23 marzo - Bernadotte Everly Schmitt, storico statunitense (n. 1886)
- 23 marzo - Arthur Lismer, pittore britannico (n. 1885)
- 23 marzo - Renzo Massai, arbitro di calcio italiano (n. 1910)
- 23 marzo - Rudolf Pannwitz, scrittore tedesco (n. 1881)
- 23 marzo - Carlo Sabatini, militare italiano (n. 1891)
- 23 marzo - Assia Wevill,  tedesca (n. 1927)
- 24 marzo - Renato Cesarini, calciatore e allenatore di calcio italiano (n. 1906)
- 25 marzo - Marcel Domergue, calciatore francese (n. 1901)
- 25 marzo - Max Eastman, scrittore e critico letterario statunitense (n. 1883)
- 25 marzo - Alan Mowbray, attore britannico (n. 1896)
- 26 marzo - René Guillot, scrittore e illustratore francese (n. 1900)
- 26 marzo - Hugo Klempfner, pallanuotista cecoslovacco (n. 1902)
- 26 marzo - Dickie Pride, cantante britannico (n. 1941)
- 26 marzo - Ezio Mizzan, diplomatico italiano (n. 1905)
- 26 marzo - John Kennedy Toole, scrittore statunitense (n. 1937)
- 26 marzo - Jan Josef Švagr, architetto ceco (n. 1885)
- 27 marzo - Antonio Pigliaru, giurista, filosofo e educatore italiano (n. 1922)
- 28 marzo - Dwight D. Eisenhower, generale e politico statunitense (n. 1890)
- 28 marzo - Aleksej Jakušev, pallavolista e allenatore di pallavolo sovietico (n. 1914)
- 28 marzo - Léo Joannon, regista e sceneggiatore francese (n. 1904)
- 28 marzo - Şehzade Ömer Faruk, principe ottomano (n. 1898)
- 29 marzo - Cesare Pettorelli Lalatta Finzi, generale e agente segreto italiano (n. 1884)
- 30 marzo - James Bellamy, allenatore di calcio e calciatore inglese (n. 1881)
- 30 marzo - Lucien Bianchi, pilota automobilistico e copilota di rally italiano (n. 1934)
- 30 marzo - Alois Müller, calciatore austriaco (n. 1890)
- 31 marzo - Hans Andersen, calciatore norvegese (n. 1905)
- 31 marzo - Ambroise Garin, ciclista su strada italiano (n. 1875)